# Jolyne Kujo
Jolyne Kujo (空条 徐倫?, Kūjō Jorīn, a volte adattato come Jolyne Cujoh) è un personaggio immaginario ideato da Hirohiko Araki e la protagonista della sesta serie del manga Le bizzarre avventure di JoJo, Stone Ocean, ambientata nel 2011. È la prima protagonista femminile della serie. Jolyne è la figlia di Jotaro Kujo, condannata, sotto false accuse, a 15 anni in prigione.
Nei doppiaggi originali è interpretata da Miyuki Sawashiro nei videogiochi e Fairouz Ai nell'anime, nell'adattamento italiano invece da Maddalena Vadacca. Il personaggio è stato accolto positivamente dalla critica, apprezzando la sua complessità e il suo sviluppo durante la serie.

## Concezione e sviluppo

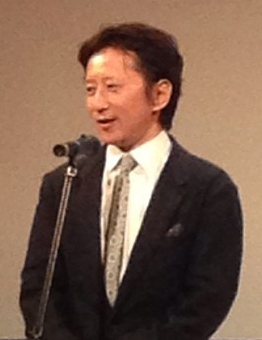
L'autore di Jolyne, Hirohiko Araki, nel 2013

Hirohiko Araki disse, durante la concezione del suo manga da due capitoli Gorgeous Irene, che all'epoca una protagonista femminile non sarebbe piaciuta ai suoi lettori, rinunciando quindi a serializzare la serie. Durante la pubblicazione di Stone Ocean, l'editore di Araki suggerì di cambiare il sesso di Jolyne in un maschio, perché secondo lui non avrebbe suscitato interesse una protagonista femminile. Araki però si rifiutò, spiegando che proprio questa era la ragione del perché Jolyne dovesse essere una donna. L'autore spiegò in pubblico che aveva cambiato completamente opinione dalla pubblicazione di Gorgeous Irene, permettendogli di ideare un personaggio femminile forte che potesse combattere ed essere protagonista di situazioni dolorose. Secondo Araki, il desiderio di Jolyne di salvare il padre mostra appieno il suo sviluppo. Durante la produzione dell'adattamento animato, Yūgo Kanno trovò difficile comporre il tema principale del personaggio, essendo la prima protagonista femminile con cui avesse mai lavorato. Kanno trovò difficile armonizzare la sua femminilità e la sua potenza.

### Doppiaggio

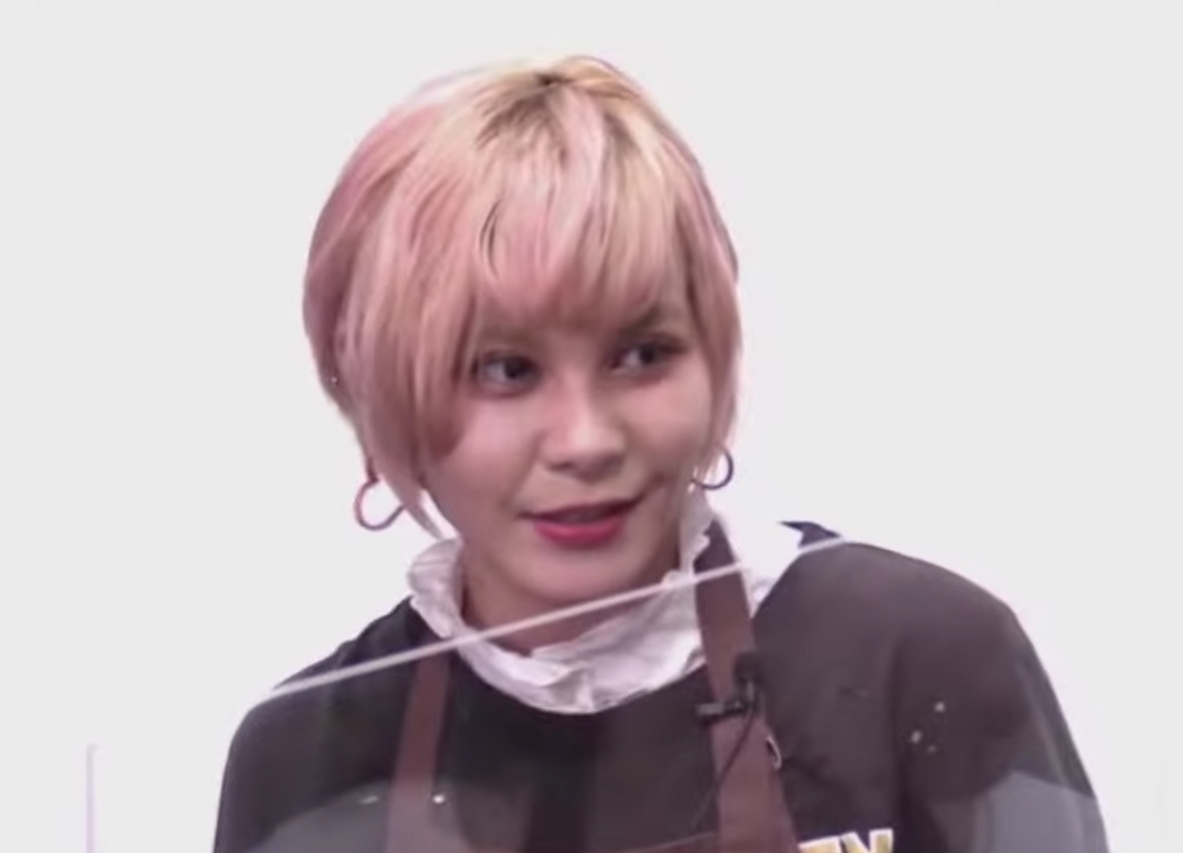
Fairouz Ai, la doppiatrice di Jolyne nell'anime

Nei videogiochi JoJo's Bizarre Adventure: All Star Battle e JoJo's Bizarre Adventure: Eyes of Heaven, Jolyne è doppiata da Miyuki Sawashiro. Nell'anime invece è stata doppiata da Fairouz Ai. Il primo approccio con la serie di Fairouz fu durante il liceo, quando vide su internet diverse citazioni all'opera. Curiosa, la doppiatrice decise di acquistare un volume, comprando erroneamente Stone Ocean credendo fosse la prima parte. Diventò subito fan della serie e di Jolyne, considerandola il suo personaggio preferito. Durante le audizioni, la doppiatrice fu molto nervosa, mettendosi anche a piangere perché credé di non aver mostrato tutte le sue capacità. Si sorprese molto quando fu richiamata e vide solo staff, senza nessun altro doppiatore. Le fecero rileggere alcune frasi e la presero per il ruolo. Ai volle interpretare Jolyne proprio come se lei fosse la figlia di Jotaro e fu così determinata che spesso la voce le diventava "rigida" durante le registrazioni. Diede molta enfasi per mostrare la determinazione del personaggio a salvare il padre. Il regista disse alla doppiatrice che la voce di Jolyne avrebbe dovuto essere più forte dopo l'episodio 13, decidendo quindi di rileggere il manga per prepararsi. Ai si assicurò che la voce di Jolyne non diventasse fredda e bassa come quella di Jotaro. Ai inizialmente trovò difficile urlare i ripetuti "Ora" (オラ?) durante gli attacchi, decidendo così di chiedere aiuto a Daisuke Ono.

## Descrizione del personaggio
Figlia di Jotaro Kujo e di una donna statunitense, oltre ad essere la prima protagonista femminile del manga, è l'unico membro della famiglia Joestar a non essere portatore naturale di Stand, escludendo coloro che sono vissuti prima della scoperta di questo potere.
Jolyne ha trascorso gran parte della sua infanzia e prima adolescenza lontana dal padre, che spesso si assentava dalla famiglia per motivi di lavoro; all'età di 14 anni rubò una motocicletta e venne mandata in un riformatorio poi, a 19 anni, si unì a una banda di motociclisti.

### Personalità
Jolyne inizialmente appare come una ragazza ribelle, con poco rispetto nei confronti delle autorità. Amareggiata con suo padre per essere stato assente per gran parte della sua vita, ha cercato più volte di attirare la sua attenzione commettendo vari reati minori e di conseguenza è stata arrestata più volte.
Dopo aver acquisito il suo stand ed aver compreso quanto suo padre Jotaro le voglia bene, Jolyne matura notevolmente, diventando più coraggiosa e sicura di sé. Sebbene mostri spesso un atteggiamento scontroso, Jolyne ha dimostrato di essere in grado di provare un alto livello di amore ed empatia sia per i suoi amici che per la sua famiglia. 
Jolyne ha inoltre una grande capacità tattica e sorprende e inganna costantemente i suoi avversari, mostrando di possedere una mente critica e un pensiero laterale in battaglia, similmente a suo padre Jotaro.

### Poteri e abilità
Stone Free è un mix tra uno stand a corto raggio e uno a lungo raggio: fino a due metri di distanza da Jolyne può mantenere la sua forma umanoide, dopodiché inizia a sbrogliarsi sotto forma di filo. Grazie ad esso, Jolyne può fare innumerevoli cose, come origliare le conversazioni captando le vibrazioni (come si potrebbe fare con un telefono fatto con due bicchieri di plastica collegati al fondo da uno spago), passare attraverso spazi stretti e così via. Come per tutti gli stand a lungo raggio, la forza di Stone Free, quando è sotto forma di filo, è inversamente proporzionale alla distanza dal portatore.

## Biografia del personaggio
Trascorre tutta la prima parte della serie rinchiusa nel carcere di Green Dolphin Street, in Florida, accusata ingiustamente dell'omicidio di una persona, in realtà investita dal suo fidanzato Romeo; durante la detenzione, ottiene il potere Stand grazie a una ferita provocata da un ciondolo, dono di sua madre, che conteneva la Freccia, regalo di Jotaro. Questo accorre poi per aiutarla a evadere ma, mentre discutono su come fare, si ritrovano sotto l'attacco dello stand di Enrico Pucci, Whitesnake, che riesce a rubare lo stand di Jotaro, Star Platinum, e a farlo cadere in coma. Jolyne allora rinuncia alla via di fuga per poter trovare chi ha attentato alla vita di suo padre e perché lo ha fatto, finendo per scontrarsi con numerosi portatori di Stand presenti nella prigione, tutti mandati contro di lei da Pucci.
Dopo essere evasi dalla prigione, Jolyne e i suoi compagni rimarranno invischiati in un intrigo che raggiungerà il suo culmine a Cape Canaveral, dove affronteranno nuovamente Pucci e il suo nuovo stand C-Moon. Seppur in un primo momento riescano a metterlo alle strette, l'ulteriore evoluzione dello stand del nemico, Made in Heaven, pone fine all'universo per poi crearne uno nuovo, lasciando in grado di combattere solamente il giovane Emporio, un portatore di stand con cui la ragazza aveva fatto amicizia in prigione il quale, armato dello stand di Weather Report grazie ai poteri di Whitesnake, sconfiggerà il nemico. Alla fine del manga farà la sua comparsa un personaggio di nome Irene, probabilmente l'equivalente alternativo di Jolyne.

## Altri media

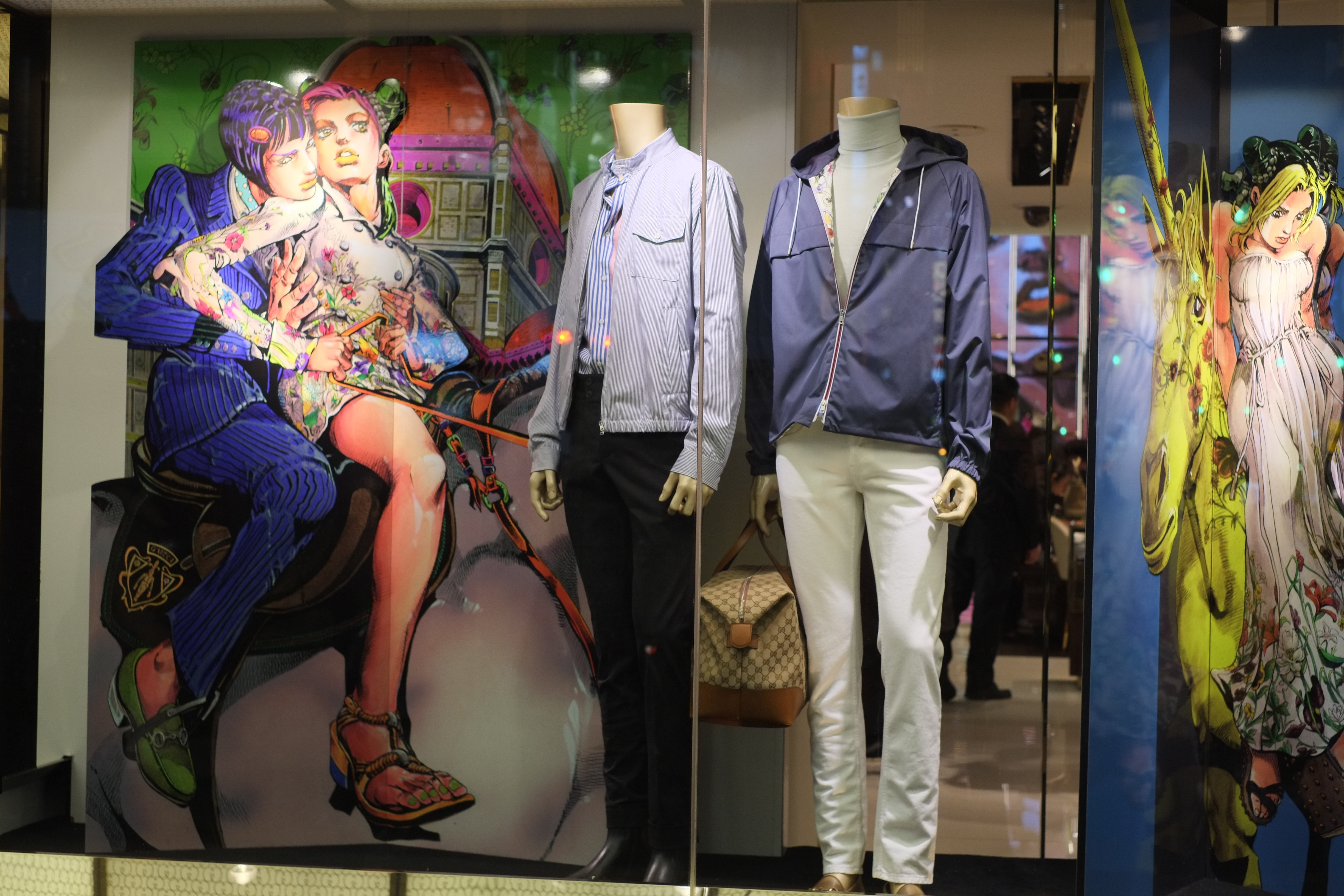
Illustrazione di Jolyne in un negozio di Gucci come promozione dell'one-shot

Jolyne è protagonista del one-shot del 2013 Jolyne, Fly High with Gucci, pubblicato su Spur in collaborazione con il brand italiano Gucci. È apparsa anche nei videogiochi della serie JoJo's Bizarre Adventure: All Star Battle, il remake JoJo's Bizarre Adventure All Star R, JoJo's Bizarre Adventure: Eyes of Heaven e JoJo's Bizarre Adventure: Last Survivor.
Al di fuori del franchise di origine, Jolyne è stata aggiunta per un periodo limitato, assieme a Jotaro, a Monster Strike dal 15 luglio al 2 agosto 2022. È anche apparsa in Puzzle & Dragons in una collaborazione con l'anime per il 10° anniversario del gioco, dal 26 dicembre 2022 al 9 gennaio 2023.

## Accoglienza

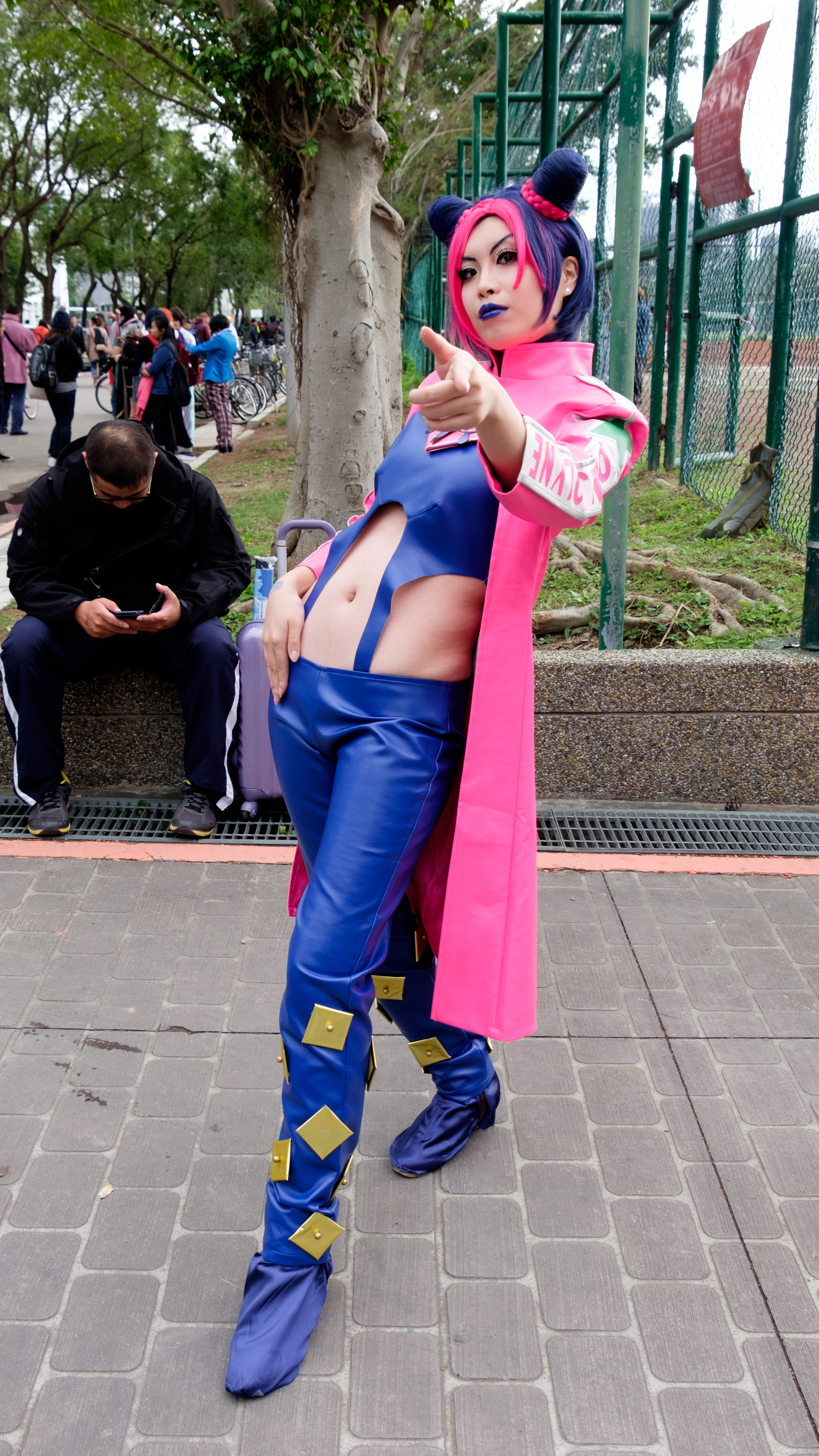
Cosplayer di Jolyne Kujo

La complessità del personaggio e il suo sviluppo sono stati accolti positivamente dalla critica. Caitlin Moore di Anime News Network ha apprezzato il fatto che sia la prima protagonista femminile della serie e le emozioni del personaggio, dicendo che non appaiono mai "contraddittorie" tra loro. Ha paragonato Jolyne a Erina Pendleton della prima parte per il loro sviluppo, essendo costrette a diventare più forti e maturi a causa della loro situazione. Ha apprezzato anche il tema di Jolyne, sostenendo che "crea un bellissimo senso di riconoscibilità, sia perché segna la sua imminente vittoria, sia perché dà la sensazione che lei sia veramente una discendente della famiglia Joestar, (famiglia) che abbiamo seguito per generazioni". Nella sua recensione su Anime Feminist, ha considerato Jolyne un personaggio molto comprensibile ed empatico, visto che ha mostrato molte delle sue vulnerabilità e, secondo Moore, ha molto potenziale di crescita, tuttavia sostiene che essendo la prima protagonista femminile, la sua mancanza di controllo sul suo potere nel primo episodio non è stata una buona partenza.
Jose Arroyo di The Review Geek ha apprezzato le somiglianze che il personaggio ha con Joseph Joestar e Jotaro Kujo, sia a livello di personalità che di come abbandoni i suoi modi di fare "infantili" quando discute con Jotaro. Sebastian Stoddard di Anime News Network ha considerato Jolyne una protagonista ben scritta, sostenendo che è molto simile a un protagonista shōnen. L'impressione che ha dato Jolyne inizialmente a Alastair Johns di Comic Book Resources è quella di un'adolescente impetuosa che poi matura, diventando una persona cauta e approfittatrice. Francesco Cacciatore di Screen Rant ha evidenziato come i suoi difetti la rendano la migliore protagonista della serie, sottolineando soprattutto la sua introduzione e di come cerchi di nascondere il coinvolgimento di Romeo nonostante sia colpevole, cosa che, secondo il critico, non avrebbe fatto nessun precedente Joestar, considerato poi il suo viaggio come una sorta di redenzione. Il critico ha concluso dicendo che ciò è quello che rende Jolyne più "umana" rispetto gli altri, nonostante abbia sempre caratteristiche dei Joestar. Cold Cobra di Anime UK News ha apprezzato come il personaggio sia stato introdotto come una persona modesta, crescendo gradualmente in una molto più sicura di sé e abituata alle situazioni bizzarre della serie. Luke Maguire di FictionTalk ha considerato Jolyne come una protagonista femminile davvero notevole, non per la sua forza, ma per il suo sviluppo e la sua intelligenza in battaglia, trovando idee creative e brillanti quando usa il suo Stand.
Britanny Vincent di IGN ha trovato Stone Free un'intrigante novità rispetto gli Stand dei precedenti protagonisti, grazie alla sua abilità di trasformarsi in piccoli fili che può essere usata in modi creativi durante la battaglia. Secondo Vincent, Stone Free rende Jolyne un "personaggio femminile potente".
È stato discusso anche il rapporto padre e figlia di Jotaro e Jolyne. Toussaint Egan di Polygon ha notato come Jotaro e Jolyne non siano così diversi l'uno dall'altro nelle loro rispettive parti e come il suo carattere freddo e l'abbandono abbiano irritato Jolyne. Egan ha evidenziato come, rispetto alle altre parti della serie, Jotaro e Jolyne debbano collaborare e parlare del dolore che Jotaro ha provocato a Jolyne con la sua indifferenza. Ha considerato il crescente desiderio di salvarlo come un punto di svolta drammatico, che mostra come, nonostante quanto la loro relazione sia "distrutta", i due si amano ancora e hanno una possibilità per rimediare. Jose Arroyo di The Review Geek, nella sua recensione della prima parte dell'anime, critica la velocità in cui il loro rapporto è stato risolto, credendo che ci siano troppo pochi momenti emotivi tra i due per potere giustificare il perdono di Jolyne, finendo in un modo "troppo affrettato". Nella seconda parte invece ha elogiato la relazione di Jolyne verso Jotaro, considerandola una svolta migliorativa rispetto alla parte precedente visto che ha un momento toccante tra i due. Nella parte finale, Arroyo ha apprezzato il ricongiungimento tra Jotaro e Jolyne, con il padre che ha visto quanto la figlia sia maturata, mostrando il suo orgoglio. Kambole Campbell di Thrillist ha notato come il carattere di Jotaro, che secondo lui lo rendeva "cool" in Stardust Crusaders, sia stato smontato da Jolyne, che lo vede come un padre insensibile, dicendo che questa è la parte più intrigante della serie. Suzail Ahmad di Game Rant ha considerato il sacrificio di Jotaro il punto di svolta che ha spinto Jolyne a maturare, dandole la possibilità di salvarlo.
In un sondaggio tenuto all'esibizione del 30º anniversario della serie, Hirohiko Araki JoJo Exhibition: Ripples of Adventure, la capigliatura di Jolyne è arrivata prima tra quelle che i fan vorrebbero provare su sé stessi.